# Unplugged (Sanne Salomonsen-album)
Unplugged er et livealbum fra den danske sangerinde Sanne Salomonsen. Det udkom i 1994 på Virgin. Albummet er indspillet live foran et publikum i oktober 1994  i Easy Sound-studiet på Østerbro i København. Efter successen med rockalbummet Language of the Heart havde Sanne Salomonsen lyst til at indspille et livealbum: "Det har været et stort ønske for mig at lave en plade med stille musik, så det er sangeren Sanne Salomonsen og ikke performeren fra de store udendørs-scener, der træder igennem".
Salomonsen vandt to Grammy'er for Årets danske sangerinde og Årets danske live udgivelse i 1995. Unplugged modtog i juni 1995 platin for 50.000 solgte eksemplarer.

## Spor
| #   | Titel                                    | Sangskriver(e)                  | Længde |
| --- | ---------------------------------------- | ------------------------------- | ------ |
| 1.  | "Den jeg elsker"                         | Sanne Salomonsen, Anne Linnet   | 5:44   |
| 2.  | "Det ikke det du siger"                  | Jan Glæsel, Linnet              | 5:58   |
| 3.  | "Haven't I Been Good to You"             | Jim Vallance, Rick Springfield  | 5:00   |
| 4.  | "I Don't Want to Talk About It"          | Danny Whitten                   | 4:35   |
| 5.  | "Voodoo"                                 | Salomonsen, Hans-Henrik Koltze  | 4:41   |
| 6.  | "Tip of My Tongue"                       | Mark Denis Lizotte, Danny Tate  | 3:49   |
| 7.  | "Over My Head"                           | Dave Pickell, Bryan Adams       | 4:29   |
| 8.  | "Kærligheden kalder"                     | Stig Kreutzfeldt, Thomas Helmig | 3:46   |
| 9.  | "Come Together" (duet med Nikolaj Steen) | John Lennon, Paul McCartney     | 3:52   |
| 10. | "Black Velvet" (duet med Lis Sørensen)   | Christopher Ward, David Tyson   | 5:03   |
| 11. | "Kød og blod"                            | Mats Ronander                   | 3:50   |
| 12. | "Jeg ved det godt"                       | Jens Rugsted, Kim Gustavsson    | 4:53   |
| 13. | "Storm Warning"                          | Terry Britten, Lea Maalfrid     | 4:30   |
| 14. | "When the Night Comes"                   | Adams, Vallance, Diane Warren   | 5:20   |

## Medvirkende
- Alan Winstanley – producer
- Lars Nissen – tekniker
- Per Chr. Frost – guitar
- Staffan Astner – guitar
- Aske Jacoby – guitar
- Lars Danielsson – bas
- Esben Just – keyboards
- Per Lindvall – trommer
- Jacob Andersen – percussion
- Louise Norby – kor
- Randi Laubek – kor
- Bobo Moreno – kor
- Nikolaj Steen – sang (spor 9)
- Lis Sørensen – sang (spor 10)
- Sanne Salomonsen – sang

## Hitliste
| Hitliste (1994) | Højeste placering |
| --------------- | ----------------- |
| Danmark         | 4                 |